# 宝積院 (足立区)
宝積院（ほうしゃくいん）は、東京都足立区にある真言宗豊山派の寺院。新四国四箇領八十八箇所霊場第84番札所。

## 歴史
室町時代後期、千葉氏の開基である。千葉氏の守護神である妙見菩薩を祀ったのが当寺の起源である。かつては西新井大師総持寺を本寺としていたが、1939年（昭和14年）に真言宗豊山派本山の長谷寺を本寺とした。
1915年（大正4年）、放火により全焼してしまった。そのため、埼玉県南埼玉郡八幡村浮塚（現・埼玉県八潮市浮塚）の廃寺「大聖寺」を買い取って再建した。
現在の本堂等は、1958年（昭和33年）に新築したものである。

## 交通アクセス
- 竹ノ塚駅より徒歩12分（経路案内）。